# Matheus Thuler
Matheus Soares Thuler (* 10. März 1999 in Rio de Janeiro), auch bekannt als Thuler, ist ein brasilianischer Fußballspieler.

## Karriere

### Verein
Matheus Soares Thuler erlernte das Fußballspielen in der Jugendmannschaft von Flamengo Rio de Janeiro im brasilianischen Rio de Janeiro. Hier unterschrieb er im Januar 2018 auch seinen ersten Vertrag. Mit Flamengo spielte er in der ersten Liga, der Série A. 2019 und 2020 feierte er mit Flamengo die brasilianische Meisterschaft sowie die Staatsmeisterschaft von Rio de Janeiro. Die Recopa Sudamericana gewann er 2020. Die Copa Libertadores, der wichtigste südamerikanische Vereinsfußballwettbewerb, gewann er mit Flamengo 2019. Außerdem gewann er mit dem Verein 2020 die Supercopa do Brasil. Am 1. Juli 2021 ging er nach Europa, wo er auf Leihbasis in Frankreich für den Erstligisten HSC Montpellier spielte. Für den Verein aus Montpellier bestritt er 16 Erstligaspiele. Nach der Saison kehrte er Ende Juni 2022 nach Brasilien zurück. Einen Monat später wechselte er erneut auf Leihbasis nach Japan, wo er den Rest der Saison 2022 für den Erstligisten Vissel Kōbe spielte. Für Vissel stand er siebenmal auf dem Spielfeld. Nach der Ausleihe wurde er von Vissel im Januar 2023 fest unter Vertrag genommen. Am Ende der Saison 2023 feierte er mit dem Verein die japanische Meisterschaft. Am 24. November 2024 stand er mit Vissel Kōbe im Endspiel des Kaiserpokals. Gegen Gamba Osaka gewann man durch das Tor von Taisei Miyashiro mit 1:0. Am Ende der Saison 2024 feierte er mit Vissel die japanische Meisterschaft.

### Nationalmannschaft
Matheus Soares Thuler spielte von 2018 bis 2019 viermal in der brasilianischen U20-Nationalmannschaft.

## Erfolge
Flamengo Rio de Janeiro
- Série A: 2019, 2020
- Staatsmeisterschaft von Rio de Janeiro: 2019, 2020, 2021
- Recopa Sudamericana: 2020
- Copa Libertadores: 2019
- Supercopa do Brasil: 2020

Vissel Kōbe
- Japanischer Meister: 2023, 2024
- Japanischer Pokalsieger: 2024